# Fabio Grosso
Fabio Grosso (* 28. November 1977 in Rom) ist ein ehemaliger italienischer Fußballspieler und heutiger -trainer. Der Außenverteidiger wurde 2006 mit der italienischen Nationalmannschaft Weltmeister und erzielte dabei sowohl im Halbfinale gegen Deutschland wie auch im Elfmeterschießen des Finals gegen Frankreich das entscheidende Tor.

## Karriere

### Als Spieler

#### Im Verein
Der gelernte Verteidiger, der aber auch offensiv auf der linken Seite eingesetzt wurde, begann seine Karriere in den Abruzzen beim Verein Renato Curi Angolana in Città Sant’Angelo, für den er von 1994 bis 1998 im Einsatz war. Über Vereine in Chieti und Perugia gelangte er 2004 zum US Palermo und spielte nach seinem internationalen Bekanntwerden in der Saison 2006/07 bei Inter Mailand, mit dem er erstmals den italienischen Meistertitel errang. Im Juli 2007 wechselte er zum französischen Serienmeister Olympique Lyon, wo er sich jedoch nicht dauerhaft durchsetzte.
Am 31. August 2009 wechselte Fabio Grosso für zwei Millionen Euro zu Juventus Turin, wo er einen Dreijahresvertrag erhielt. In der Spielzeit 2011/12 wurde er wie schon fünf Jahre zuvor mit seinem Team italienischer Meister, wobei er allerdings nur zwei Einsätze in der gesamten Saison absolvierte und aufgrund schwacher Leistungen sein bis 2012 gültiger Vertrag nicht verlängert wurde. Im Dezember 2012 beendete er seine Karriere.

#### In der Nationalmannschaft
Grosso debütierte am 30. April 2003 unter Giovanni Trapattoni beim 2:1-Sieg gegen die Schweiz in der italienischen Nationalmannschaft.

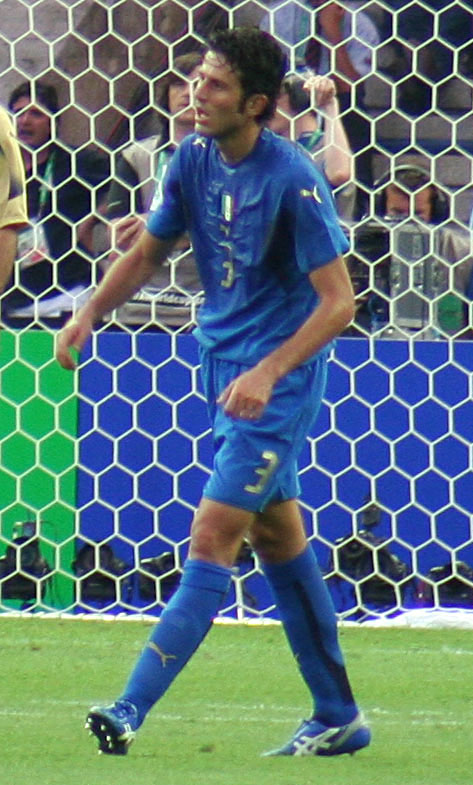
Fabio Grosso im Trikot der Nationalmannschaft (2006)

2006 gehörte er dem italienischen Kader für die Weltmeisterschaft in Deutschland an. Im Vorfeld galt der Abwehrspieler als Schwachstelle im italienischen Kader, sollte er doch die Position des großen Paolo Maldini als linker Außenverteidiger nach dessen Rücktritt übernehmen. Grosso wurde insbesondere belächelt, da er fünf Jahre zuvor noch in der vierten Liga Italiens gespielt hatte und dort als linker Außenstürmer fungierte. Ursprünglich war er lediglich als Ersatz für den angestammten Linksverteidiger Gianluca Zambrotta bedacht worden. So kam er im ersten Gruppenspiel gegen Ghana zum Einsatz, als Zambrotta wegen einer Verletzung nicht spielen konnte. Im zweiten Gruppenspiel gegen die USA saß er wieder nur auf der Ersatzbank. In allen weiteren Spielen spielte Grosso jedoch durchgehend, weil Zambrotta nunmehr auf der rechten Seite eingesetzt wurde. Erstmals im Turnier fiel er im Achtelfinale gegen Australien auf: In der fünften Minute der Nachspielzeit wurde er im Strafraum von Lucas Neill gefoult;  Francesco Totti verwandelte den fälligen Elfmeter zum 1:0 in die linke Ecke und verschonte so Italien vor der Verlängerung. Im Halbfinale gegen Gastgeber Deutschland erzielte Grosso nach Vorarbeit von Andrea Pirlo in der 119. Spielminute das vorentscheidende 1:0. Im Finale gegen Frankreich verwandelte er im Elfmeterschießen mit einem Linksschuss in den oberen rechten Winkel den entscheidenden Elfmeter zum 6:4-Finalsieg und sicherte damit Italien den vierten Weltmeistertitel.
Bis ins Frühjahr 2010 zählte Grosso zum festen Stamm der italienischen Nationalmannschaft und war als Flügelspieler auf der linken Seite gesetzt. Am 18. Mai 2010 gab Nationaltrainer Marcello Lippi bekannt, dass Grosso nach schwachen Leistungen in der Serie A nicht in den italienischen Kader für die Endrunde der Fußball-Weltmeisterschaft 2010 in Südafrika berufen wird. Auch nach dem Turnier bestritt er kein weiteres Länderspiel.

### Als Trainer
Nachdem Grosso bis Juni 2013 einen Trainerlehrgang besuchte, wurde er zunächst Co-Trainer der Juventus-Jugend unter Andrea Zanchetta. Von März 2014 bis zum Sommer 2017 betreute er die Primavera-Mannschaft als Cheftrainer. Im Sommer 2017 folgte seine erste Profistation beim FC Bari 1908. Von August 2020 bis zum 5. März 2021 war er als Cheftrainer in der Schweizer Super League beim FC Sion tätig. Zum Zeitpunkt seiner Freistellung lag Sion nach einer 0:3-Heimniederlage gegen den FC Lugano auf dem zweitletzten Platz punktgleich mit Schlusslicht Vaduz. Noch im selben Monat übernahm Grosso von seinem ehemaligen Teamkollegen in der italienischen Nationalmannschaft, Alessandro Nesta, das Traineramt bei Frosinone Calcio.
Grosso führte Frosinone in der Saison 2022/23 als Tabellenerster zum Aufstieg in die Serie A und verließ den Verein am Saisonende. Im September 2023 trat er die Nachfolge von Laurent Blanc bei Olympique Lyon an. Zur Saison 2024/25 übernahm er den Absteiger US Sassuolo Calcio in der Serie B.

## Erfolge

### Als Spieler

#### Verein
- Italienischer Supercupsieger: 2006
- Italienischer Meister: 2006/07, 2011/12
- Französischer Supercupsieger: 2007
- Französischer Pokalsieger: 2007/08
- Französischer Meister: 2007/08

#### Nationalmannschaft
- Weltmeister: 2006

### Als Trainer
- Italienischer Zweitligameister: 2022/23, 2024/25